# 울퉁불퉁 마녀 모녀의 사정
《울퉁불퉁 마녀 모녀의 사정》(일본어: でこぼこ魔女の親子事情 데코보코 마조노 오야코 지조[*])는 피로야가 지은 일본의 만화 작품이다. 《COMIC 메테오》(플렉스 코믹스)에서 2019년 7월 3일부터 연재 중이다. 외형이 어려보이는 마녀와, 그녀가 기른 스타일 발군인 인간 여성의, 외형이 울퉁불퉁한 두 명의 모녀의 일상을 밝게 그린 작품이다.

## 연혁
《COMIC 메테오》에서 2018년 7월 11일에 단편을 게재했다. 그 후도 단편을 발표하고 호평을 받아 제3화가 게재된 2019년 7월 3일부터 연재화된다. 2020년 5월에 단행본 제1권이 발매되었을 때에는 모션 코믹이 제작되어 원작 제1화의 내용이 그려졌다. 《COMIC 메테오》의 편집장인 吉本美雅子에 의하면, 단행본은 코로나바이러스감염증-19의 확대에 의한 긴급 사태 선언의 발출 시기에 발매되었지만, 중판이 되었다고 한다. 그 후, 만화 동영상도 제작되어 유튜브에서 스트리밍되고 있다.
2022년 9월에 애니메이션화가 발표되어, 2023년 10월부터 12월까지, 텔레비전 애니메이션으로서 방송되었다.

## 스토리
가끔 거리에 방문하는 마녀의 사제 '아리사'와 '비올라'. 매우 화목한 두 사람이지만, 일부의 사람 이외 모르는 사실이 있었다. 그것은 어린 모습의 아리사가 200세가 넘는 마녀이며, 어른스러운 모습의 비올라가 아리사의 양녀로 16세의 인간이라는 것이다.
두 사람의 관계를 모르는 사람, 아는 사람. 다양한 사람들과 관여하는 울퉁불퉁한 마녀의 이야기.

## 등장인물

### 주요 인물
- 아리사(영어: Arisa)

성우 - 코가 아오이
외형이 어린 마녀. 이백 스물세 살. 비올라의 양어머니이자 스승이다. 숲의 집에서 살면서 텃밭을 키우거나 나가서 채취한 소재로 만든 약이나 허브류를 리라의 가게나 펜넬에 팔고 있다. 성장이 완만한 장명종의 하나인 마녀로 봐도 성장이 매우 느리고, 나이가 200을 넘었으면서 체격은 아이처럼 작다.
어린 시절은 몸도 마력도 약하고, 종종 병에 걸려 병원 신세를 지고 있었다. 그러나 성격은 이미 탄탄해, 울음은 적었던 모양.
비올라에 대해서는 딸바보이며, 언젠가 독립할 수 있도록 기르면서 어쨌든 비올라를 애지중지하고 싶어한다.
역을 연기하는 코가에 따르면, '언제나 상냥하고 누구에게나 사랑을 가지고 대하거나, 사소한 순간에 "어머니로서의 강함"을 보여주는' 캐릭터다.
- 비올라(라틴어: Viola)

성우 - 미즈키 나나, 히시카와 하나(어린 시절)
인간 여성. 열여섯 살. 아기였을 때 숲에 버려졌던 중, 풀숲에서 발광하던 것으로 아리사가 발견하고, 아리사에게 길러진다. 나이와 달리 매력이 넘치는 모습을 하고 있지만, 성격은 꽤 어리고, 일이 있을 때마다 어머니인 아리사에게 응석부리고 싶어 한다. 또한 취미 취향은 여성이면서도 어린 남자같은 취미를 가지고 있으며 귀여움보다도 멋짐을 추구하기 쉽다.
중증의 마더콘이며, 아리사에게 위해가 가해질 가능성이 있거나 아리사로부터 받는 애정을 빼앗긴다고 생각하면 온갖 과격한 발상이 떠오른다.
종족은 인간이면서도 아기 때부터 아리사가 심상치 않다고 느낄 수 있을 정도의 마력량을 가지고, 그 힘을 컨트롤할 수 있도록 길러졌다. 마력량 자체는 매우 많고, 소환 마법을 절차를 무시하고 억지로 행사할 수 있을 정도이다. 그렇기 때문에 어린 시절에는, 수면 중 무의식적으로 소환을 해 버리는 일이 있었다.
역을 연기하는 미즈키에 따르면, '나이스 바디한 섹시 언니계 마녀'로 보이지만 '내용물은 초등학생 남자'로 마더콘이며, 갭이 있는 캐릭터다.
- 피닉스(영어: Phoenix)

성우 - 하시 타카야
비올라가 소환해서 사역마 1호가 된 불사조로, 작중 가장 나이가 많은 캐릭터. 일단 새라고 알 수 있는 간소한 풍모. 그 풍모를 '낙서'라고 불린 적도 있다.
1인칭은 '와시(일본어: わし)'로, 비구름을 만들어 내거나 도움이 되는 것을 말하는 경우도 있고, 자신의 목을 길게 늘리거나, 엉뚱한 일을 하거나, 장난스러운 행동을 하는 등, 무엇인가 알 수 없는 현상을 일으키는 경우도 많다.
실은 소심하고, 갑자기 무슨 일이 일어나면 날아오른다. 아리사로부터는 '고양이 같다'고 생각했다.
피닉스이기 때문에 불로불사하고 병에 걸리지 않지만, 소환자인 비올라가 컨디션을 무너뜨리면, 그것에 영향을 받는 형태로 컨디션을 무너뜨릴 수 있다.
불로불사이기 때문에 자신을 다치게 하는 것에는 일절 주저가 없고, 비올라가 컨디션이 나빠졌을 때, 생혈을 마시게 하기 위해 자신을 자르는 식칼을 꺼내거나, 스스로 냄비에 삶아 국물을 따려고 한다.
- 독 코알라

성우 - 오타니 이쿠에
비올라가 소환한 사역마 2호. 독초를 이용한 독 공격과는 다른 공격 수단으로 소환되었다. 이름대로 다양한 종류의 독을 가지고 있고, 상당히 성질이 거칠지만 마스코트 테두리. 아리사에게는 '이짱'이라고 불리고 있다.
설산에 소재 채취를 갔을 때는 소재를 찾아 칭찬을 받으려고 의욕이 넘쳤지만, 마주친 예티의 아이에게 동족의 아기로 오해받아 붙잡히기도 했다.
- 리라(고대 그리스어: λύρᾱ)

성우 - 박로미
거리에서 잡화점을 운영하는 여성. 마흔 살. 기혼으로 한 아이의 어머니이지만, 어렸을 때부터 매우 잘생긴 성격으로 체격도 강하다. 두꺼운 책을 몇 권 모아 맨손으로 찢어버릴 정도의 괴력의 소유자.
비올라를 주운 아리사가 상담하러 온 시기에 아들을 낳았고, 아리사 대신 모유를 준, 비올라에게는 제2의 어머니라고도 할 수 있는 존재.
- 기리코(일본어: ギリコ)

성우 - 타이치 요
아리사의 소꿉친구 마녀. 이백 스무 살. 또래이지만 아리사보다는 연하(2~3세 차이이므로, 마녀로서는 오차 범위 내라는 인식이다).
직업은 마도구사. 원래는 자신이 만들고 싶기 때문에 기술을 연마하고, 현재의 직업이 되고 있다. 솜씨는 좋지만, 영감 우선으로 만드는 도구가 팔리지 않거나, 그 도구를 바탕으로 소란이 일어나기도 한다. 사역마로서 뱀을 기르고 있다.
- 루나(라틴어: Luna)

성우 - 세키네 아키라
아리사의 소꿉친구 마녀. 이백 스물한 살. 또래이지만 아리사보다는 연하(2~3세 차이이므로, 마녀로서는 오차 범위 내라는 인식이다).
직업은 점쟁이. 가계는 대대로 뛰어난 술사를 배출하고 있지만, 점술의 정확도를 높이는 대가로 특정 기능이 낮아지는 경향이 있고, 루나의 경우는 요리로, 서툴다기보다는 레시피대로 해도 '음식 이외의 무엇인가'(기리코가 소재로 인수 할 정도의 레벨)이 완성된다.
운세는 번창하고 있으며, 상당한 자산가. 사역마라고 해도 되는지 알 수 없지만, '키워주세요'라고 부탁해 온 마조히즘의 남성 몇 명(작중에서는 3명)을 기르고 있다.
- 펜넬(영어: Fennel)

성우 - 콘도 타카유키
엘프 상인. 백 여든세 살. 어린 시절부터 아리사와 안면이 있어, 당시부터 계속 짝사랑하고 있지만, 거친 어조나 가벼운 분위기와는 정반대로 '백년의 짝사랑은 곁멋이 아니다'라고 자조할 정도로 허접한 성격 때문에, 아직 남동생 같은 존재라고 여겨지고 있다 많이 눈치채지 못하고, 지금까지 진전의 기색은 없다. 아리사의 마음을 끌려고 이것저것 획책하거나 고백에 도전하려고 하지만, 제대로 성공한 시도는 없다.
비올라에게, 처음 만났을 때부터 아리사에게 곁눈을 주고 있다고 인식되고 있어, 아리사를 겨루는 항쟁을 벌이고 있다. 또한 동시에, 아리사에 대한 마음을 제대로 전달할 수 없다고 확신하고 있기 때문에, 진심으로 배제될 때까지는 이르지 않고, 장난스럽게 놀 수 있는 정도의 썩은 인연으로 끝났다.
- 그린드(영어: Grind)

성우 - 오노 다이스케
오크 가구 장인. 스물한 살. 펜넬의 거래 상대이자 친구. 힘찬 체격이나 강면에 반해 심부지 않은 성격이며, 절찬 여자친구 모집 중.
펜넬이 발주한 급한 일의 사례로, 기가 강하고 키가 크고 장발의 엘프 미녀를 소개해 달라고 간청했을 때, 거절할 수 없었던 펜넬의 고육책으로, 엘프 이외의 조건을 충족하는 비올라를 소개받는다. 비올라의 어머니 생각인 것에 마음이 끌려, 비올라 분도 그린드의 솔직한 태도나 아리사를 기탄없이 칭찬한 것에 호감을 품고, 친구로서는 인정받는다. 다만, 거기서부터 연인 관계가 될 일은 없다고 분명히 선고되어, 지금까지 진전의 기색은 없다.

### 그 외의 인물
- 폰드(영어: Pond)

성우 - 코니시 카츠유키
리라의 남편. 40살. 아내처럼 딱딱하고 짙은 가슴털이 특징인 남성. 단정한 얼굴 생김새에 더해 입고 있는 셔츠의 가슴을 크게 벌리고 있는 등, 남자의 색향을 겸비한 소녀인 로맨티스트.
아내에게도 우리 아이에게도 애정을 아끼지 않는 인물이지만, 표현 방법이 치우쳐 있다. 그 결과, 아내인 리라에게 매번 꾸중을 당하는 일이 많아 고개를 들지 않는다.
- 루블(러시아어: рубль)

성우 - 하야마 쇼타
리라와 폰드의 아들. 처음 나왔을 때는 붕대를 감은 모습이었고 실제 모습과 이름은 만화판 기준 37화에서야 나온다.
- 베니(영어: Benny)

성우 - 오기노 세이로
마이코니드에서 의원을 경영하고 있는 원장. 99세. 시타와 키크라의 할어버지이지만 외모는 거의 버섯으로 수염이 자란다.
- 세타(고대 그리스어: Θήτα)

성우 - 토요사키 아키
간호사. 22세.
- 키쿠라(영어: キクラ)

성우 - 코토부키 미나코
의사 겸 간호사. 세타의 언니. 유학 갔다가 돌아왔다.
- 기타(영어: Guitar), 마라크(영어: マラク)

성우 - 미치이 하루카(기타), 미야시타 에이지(마라크)
헌터 리자드맨 부부.
- 게츠(일본어: ケッツ), 힙(영어: Hip)

성우 - 카지 유우키(게츠), 호리에 유이(힙)
피아트이오의 정원에 사는 요정 형제. 엉덩이같이 생겼다.
- 안나 피아트이오(영어: Anna Fiat'io)

성우 - 나가에 리카
아리사 모녀에게 정원의 문제를 의뢰한 사람.
- 토리노 안브렐로(이탈리아어: Torino Anbrello)

성우 - 키무라 료헤이
안나의 악혼자. 겉으로는 얼빠진 모습이만 사실은 착한 청년이다.
- 아우리(영어: アウリ)

성우 - 스와베 준이치
아리사의 양아버지(외삼촌으로 장수했기 때문에 아리사를 아버지로서 키우고 있다.).
- 레데(영어: Rede)

성우 - 미츠이시 코토노
파운드의 사촌자매로 리라와는 어릴 적부터 친했다.

## 서지 정보
- 피로야 《울퉁불퉁 마녀 모녀의 사정》 플렉스 코믹스 〈메테오 COMICS〉
  1. 2020년 5월 12일 발매[3][13], ISBN 978-4-86675-105-4
  2. 2021년 2월 12일 발매[7][14], ISBN 978-4-86675-138-2
  3. 2021년 11월 12일 발매[15][16], ISBN 978-4-86675-176-4
  4. 2022년 9월 12일 발매[8][17], ISBN 978-4-86675-239-6
  5. 2023년 4월 12일 발매[18][19], ISBN 978-4-86675-279-2
  6. 2023년 10월 12일 발매[20][21], ISBN 978-4-86675-316-4

## TV 애니메이션
2023년 10월부터 12월까지 TOKYO MX 등에서 방송되었다. 내레이션은 하나자와 카나.

### 스태프
- 원작 - 피로야
- 감독·음향 감독 - 타카타 마사히로
- 시리즈 구성 - 자이로 너클
- 캐릭터 디자인 - 요시다 미와
- 프롭 디자인 - 아라이 리사
- 미술 감독·미술 설정 - 카와구치 마사아키
- 색채 설계 - 나카무라 리사
- 촬영 감독 - 마키노 마사토
- 편집 - 우츠노미야 마사키
- 음향 제작 - 세이버 링크스
- 음악 - myu
- 음악 제작 - 킹레코드
- 프로듀서 - 사토 유키, 후지이 타카히로, 카와노 카즈타카, 마에다 켄타, 유우키 미라이
- 애니메이션 프로듀서 - 야마우라 타카노리
- 애니메이션 제작 - A-Real
- 제작 - 울퉁불퉁 마녀 제작위원회

### 주제가
Sugar Doughnuts
미즈키 나나에 의한 오프닝 테마. / 작사 - 후지바야시 쇼코 / 작곡 - 사카노우에 요스케(Blue Bird's Nest) / 편곡 - 와타나베 토오루×히비노 히로시(Blue Bird's Nest)
Welcome!
angela에 의한 엔딩 테마. / 작사 - atsuko / 작곡 - atsuko, KATSU / 편곡 - KATSU

### 방영 목록
| 화수   | 제목 | 각본                          | 그림 콘티                 | 연출              | 작화 감독 | 총작화 감독                 | 방송일          |
| ------ | --- | ----------------------------- | ------------------------- | ----------------- | --- | --------------------------- | --------------- |
| 제1화  | なかよし親子のでこぼこ事情 사이좋은 모녀의 울퉁불퉁 사정不思議な命の教育事情 신기한 생명의 교육 사정                                                           | 자이로 너클                   | 타카타 마사히로           | 타카타 마사히로   | 오오카와 요시후미 | 요시다 미와                 | 2023년 10월 1일 |
| 제2화  | 魔女の育児のあるある事情 마녀의 육아의 흔한 사정弟ポジションの恋愛事情 남동생 포지션의 연애 사정                                                               | 자이로 너클                   | 무로야 야스시             | 와타나베 마리에   | tofu 나카가와 미노루 모리이즈미 아야코 우에아카 유카리 遠藤里蘭 타케우치 히로시 縣田扇子 藤彩七 스즈키 리노                   | 요시다 미와 오오카와 유이쇼 | 10월 8일        |
| 제3화  | 魔女子会の追懐事情 마녀자회의 회상 사정元気娘の風邪事情 건강한 딸의 감기 사정                                                                                  | 타카타 마사히로               | 마키노 토모에 이치카와 린 | 키도 카즈야       | 키타지마 유키 에바라 사유리 나가하마 무츠키                                                                                   | 요시다 미와 오오카와 유이쇼 | 10월 15일       |
| 제4화  | 奥手なオークのお願い事情 소극적인 오크의 부탁 사정卵とお姉さんの預かり事情 알과 언니의 돌봄 사정                                                               | 자이로 너클                   | 마스다 아츠토             | 쿠로세 다이스케   | 오오카와 요시후미 | 오오카와 유이쇼             | 10월 22일       |
| 제5화  | エルフの森の非公開事情 엘프의 숲의 비밀 사정愛と伝説の芋堀り事情 사랑과 전설의 고구마 캐기 사정                                                                | 자이로 너클                   | 요시카와 히로아키         | 무라타 나오키     | 오오카와 요시후미 타니구치 모리야스 히가키 아키코                                                                             | 오오카와 유이쇼             | 10월 29일       |
| 제6화  | 薔薇園のおしりあい事情 장미정원의 아랫도리 사정 | 타카타 마사히로               | 타카타 마사히로           | 와타나베 마리에   | 나카가와 미노루 모리이즈미 아야코 우에아카 유카리 타케우치 히로시 縣田扇子 藤彩七 스즈키 리노                                 | 오오카와 유이쇼             | 11월 5일        |
| 제7화  | うん、これは焼き菓子だよ!? という事情 응, 이건 구운 과자거든!? 이라는 사정眠りの精の不眠事情 잠의 요정의 불면증 사정                                           | 타카타 마사히로               | 오오이시 미에             | 키도 카즈야       | 키타지마 유키 에바라 사유리 나가하마 무츠키                                                                                   | 오오카와 유이쇼             | 11월 12일       |
| 제8화  | 呪われ魔女のお料理事情 저주받은 마녀의 요리 사정狂気の不死鳥の診察事情 광기의 불사조의 진찰 사정でこぼこ童話劇場 울퉁불퉁 동화 극장                            | 야마우라 타카노리             | 쿠로세 다이스케           | 쿠로세 다이스케   | 오오카와 요시후미 | 오오카와 유이쇼             | 11월 19일       |
| 제9화  | どきどきママの個人事情 두근두근 엄마의 개인 사정不審な客のご家庭事情 수상한 손님의 가정 사정                                                                   | 자이로 너클                   | 무로야 야스시             | 무로야 야스시     | 시게마츠 신이치 후지와라 아키토                                                                                               | 오오카와 유이쇼             | 11월 26일       |
| 제10화 | おこもり息子のお悩み事情 틀어박힌 아들의 고민 사정本音と建前の公園事情 속내와 겉치레의 공원사정                                                                | 자이로 너클 야마우라 타카노리 | 이치카와 린               | 아리도메 히데토시 | 우라 쿄코 오오카와 요시후미                                                                                                   | 오오카와 유이쇼             | 12월 3일        |
| 제11화 | 使い魔たちのお留守番事情 사역마들의 집 보기 사정肥大菜不死鳥の滅量事情 비대한 불사조의 감량 사정モテざる男たちの恋愛相談事情 인기 없는 남자들의 연애 상담 사정 | 자이로 너클 야마우라 타카노리 | 이이다 타카시             | 와타나베 마리에   | tofu 나카가와 미노루 모리이즈미 아야코 우에아카 유카리 타케우치 히로시 遠藤里蘭 縣田扇子 藤彩七 스즈키 리노 카와모토 카즈타카 | 오오카와 유이쇼             | 12월 10일       |
| 제12화 | でこぼこ魔女の母娘事情 울퉁불퉁 마녀 모녀의 사정 | 타카타 마사히로               | 타카타 마사히로           | 타카타 마사히로   | 오오카와 요시후미 | 오오카와 유이쇼             | 12월 17일       |